# Gaia (esposa de Tarquini)
Gaia (o bé Cecília) hauria estat el nom autèntic de la dona del rei Tarquini Prisc anomenada en general Tanaquil. Gaia i Cecília deriven de la rel Caeculus. Aquest Caeculus va ser un fill de Vulcà i de Praeneste el fundador mític de la ciutat de Palestrina.
Gaia apareix amb aquest nom a les primeres llegendes de Roma, i es diu que era una dona dotada de poders profètics i estretament relacionada amb el culte als déus lars. Era considerada com un model de la vida domèstica.
La gens Cecília hauria derivat el seu nom de Caeculus.